# Rheovelia
Rheovelia is een geslacht van wantsen uit de familie beeklopers (Veliidae). Het geslacht werd voor het eerst wetenschappelijk beschreven door D. Polhemus & J. Polhemus in 1994.

## Soorten
Het genus bevat de volgende soorten:

- Rheovelia anomala D. Polhemus & J. Polhemus, 1994
- Rheovelia asymmetrica D. Polhemus & J. Polhemus, 1994
- Rheovelia basilaki D. Polhemus & J. Polhemus, 1994
- Rheovelia fonticola D. Polhemus & J. Polhemus, 2004
- Rheovelia insularis D. Polhemus & J. Polhemus, 1994
- Rheovelia petrophila D. Polhemus & J. Polhemus, 1994
- Rheovelia robinae D. Polhemus & J. Polhemus, 1994
- Rheovelia truncata D. Polhemus & J. Polhemus, 1994